# Acanthodelta mariaca
Acanthodelta mariaca är en fjärilsart som beskrevs av Carl Plötz 1880. Acanthodelta mariaca ingår i släktet Acanthodelta och familjen nattflyn. Inga underarter finns listade i Catalogue of Life.